# Antíoc (escultor)
Antíoc  (en llatí Antiochus, en grec antic Ἀντίοχος) fou un escultor atenenc el nom del qual apareix a una notable estàtua d'Atena que es trobava a la Vil·la Ludovisi de Roma.